# On the Run (Lake)
On the run is tot dan toe het enige livealbum van Lake. Lakes platencontract bij CBS kwam tot een eind. Waarschijnlijk gebeurde dat op initiatief van Achim Oppermann. CBS kwam vervolgens met dit livealbum, dat teruggreep op de succesperiode van de band, die toch voornamelijk bij de start lag. Voor het album kwam nauwelijks aandacht, was ook nauwelijks buiten Duitsland te koop en het verdween voor lange tijd uit beeld. Pas in 2008 vond een klein platenlabel Howling Woolf geld en tijd om het op compact disc uit te brengen.

## Musici
- zang: James Hopkins-Harrison (alle opnamen)
- gitaar: Alex Conti (1979), Erland Krauser (1980), Achim Oppermann (1980/1983)
- basgitaar: Martin Tiefensee (1979), Heiko Efferts (1980), Joseph Kappl (1983)
- toetsinstrumenten: Geoffrey Peacey, Detlef Petersen (1979), Achim Oppermann, Frank Hieber (1980/1983)
- slagwerk, percussie: Dieter Ahrendt (alle opnamen)

## Muziek
Opnamen vonden plaats in mei 1979 en oktober 1980. De eerste drie kanten van de dubbelelpee zijn terug te vinden op Cd-1; kant 4 op de eerste vijf tracks van Cd-2. Het restant van cd-2 bestaat uit opnamen uit Keulen, 1983 en zijn bonustracks. 

| Nr. | Titel                              | Duur  |
| --- | ---------------------------------- | ----- |
| 1.  | On the run (mei 1979)              | 4:24  |
| 2.  | Red Lake (mei 1979)                | 4:58  |
| 3.  | Hopeless love (mei 1979)           | 4:28  |
| 4.  | The final curtain (mei 1979)       | 4:53  |
| 5.  | See them glow (mei 1979)           | 4:25  |
| 6.  | Black friday (mei 1979)            | 6:28  |
| 7.  | Between the lines (mei 1979)       | 7:14  |
| 8.  | Jesus came down (mei 1979)         | 3:50  |
| 9.  | Paradise way (mei 1979)            | 5:44  |
| 10. | Rocky Mountains wat (oktober 1980) | 7:45  |
| 11. | Glad to be here (oktober 1980)     | 3:44  |
| 12. | Scoobie doobies (oktober 1980)     | 11:20 |

| Nr. | Titel                             | Duur |
| --- | --------------------------------- | ---- |
| 1.  | Celebrate (oktober 1980)          | 3:55 |
| 2.  | Living for the day (oktober 1980) | 4:05 |
| 3.  | Jamaica high (oktober 1980)       | 5:05 |
| 4.  | Key to the rhyme (oktober 1980)   | 5:12 |
| 5.  | Chasing colours (oktober 1980)    | 4:12 |
| 6.  | Erlend Krauser gitaarsolo (1983)  | 4:21 |
| 7.  | Sound of America (1983)           | 6:01 |
| 8.  | Sanford and son (1983)            | 3:51 |
| 9.  | Escape (1983)                     | 3:35 |
| 10. | Silicone Sally (1983)             | 3:54 |
| 11. | Band at the top (1983)            | 5:42 |